# Sycon humboldti
Sycon humboldti är en svampdjursart som beskrevs av Risso 1826. Sycon humboldti ingår i släktet Sycon och familjen Sycettidae. Inga underarter finns listade i Catalogue of Life.